# Rory Kockott

a Compétitions nationales et continentales officielles uniquement.

b Matchs officiels uniquement.
Dernière mise à jour le 13 novembre 2023.
Rory Kockott, né le 25 juin 1986 à East London, est un joueur international français de rugby à XV. De nationalités sud-africaine et française, il joue au poste de demi de mêlée.
Il évolue durant la majorité de sa carrière au sein du Castres olympique, avec qui il devient deux fois champion de France de Top 14 en 2013, où il termine meilleur réalisateur du championnat avec 376 points, et en 2018. De 2022 à 2023, il entraîna la défense du CO. 
Il devient international français (grâce notamment à ses trois ans de résidence) lors de la tournée de novembre 2014 contre l'équipe des Fidji. Il est aussi double vice-champion de France Top 14 en 2014 et en 2022.
Le 11 septembre 2023, il obtient la nationalité française.

## Biographie

### Carrière en club
Né le 25 juin 1986, Rory Kockott commence sa carrière professionnelle lors de la saison de Super 14 avec les Sharks de Durban. Il est cependant le second choix de son entraîneur et commence un seul match titulaire en douze matchs disputés. Les Sharks terminent à la cinquième place à égalité de points des Bulls mais avec deux points de retard au goal average. 
Après plusieurs années au sein des meilleures équipes sud-africaines de 2006 à 2011, il est recruté par le Castres olympique.

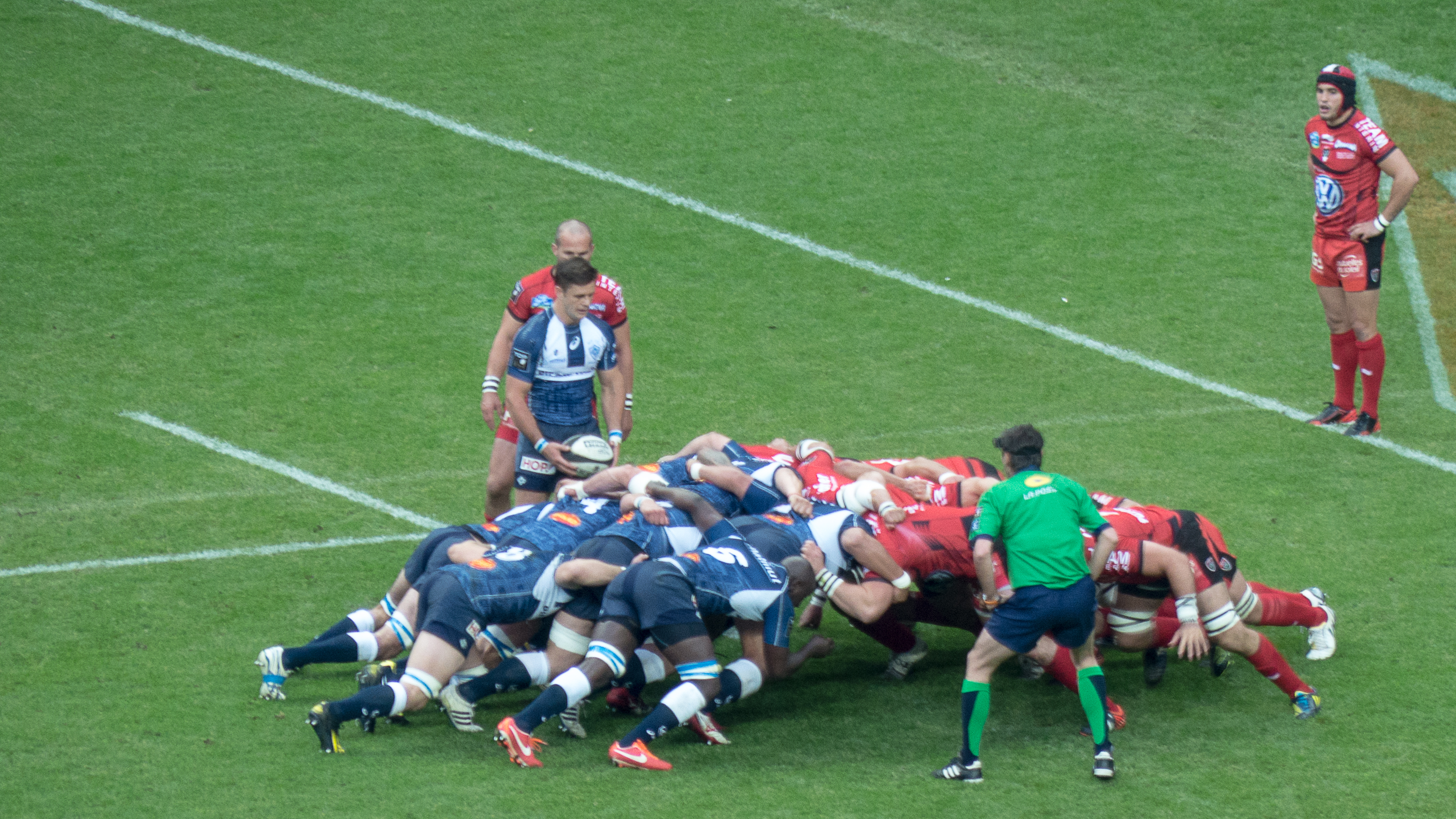
Stade de France, Rory Kockott lors de la finale du Top 14 contre le RC Toulon en 2013.

Le 1er juin 2013, il devient champion de France de Top 14 avec son club du Castres olympique en s'imposant 19 à 14 face au RC Toulon au Stade de France à Saint-Denis. Lors de ce match, Kockott inscrit un essai qu'il a transformé, ainsi que deux pénalités. Il est aussi élu « Talent d'or » de cette finale. Il termine meilleur réalisateur de la saison, avec 376 points. Le 21 octobre 2013, lors de la 10e Nuit du rugby, il est élu meilleur joueur de la saison 2012-2013 du Top 14. En décembre 2013, il signe un pré-contrat de 3 ans avec le RC Toulon, mais se dédit quelques semaines plus tard et prolonge de 3 ans au Castres olympique pour 600 000 € par an, devenant l'un des joueurs les mieux payés du championnat,. 
Castres champion de France 2013 et Toulon double champion d'Europe 2013-2014 s'affrontent une deuxième fois en finale du Top 14 en 2014. Rory Kockott inscrit une transformation et une pénalité. Défaillant au pied, le CO s'incline face aux Toulonnais (10-18).
Rory Kockott soulève un deuxième Bouclier de Brennus en 2018 après la victoire du Castres olympique en finale de championnat contre Montpellier (29-13) au Stade de France

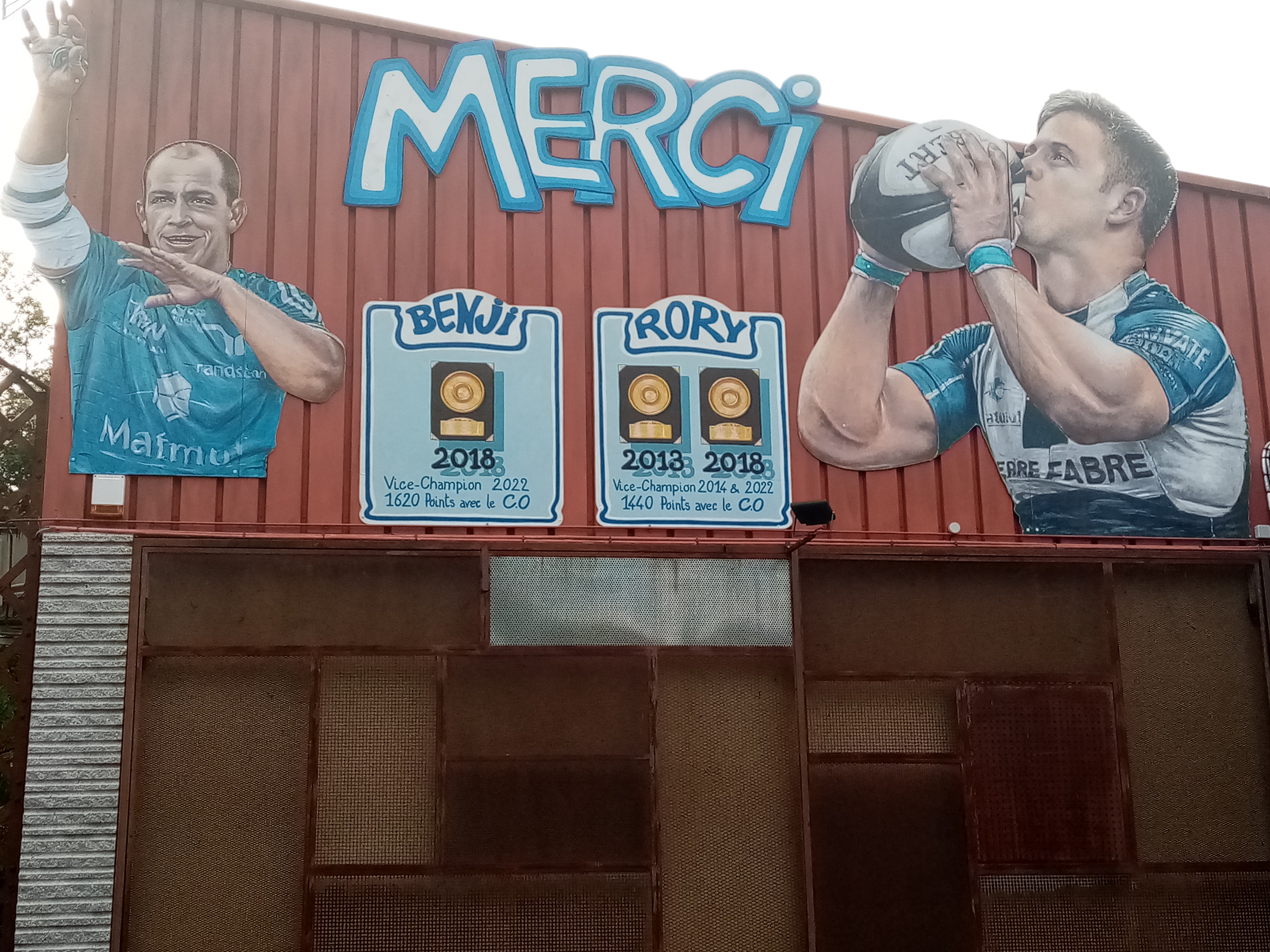
Kockott-Urdapilleta, charnière du Castres Olympique (2015-2022) championne de France 2018.

En septembre 2021, Rory Kockott annonce la fin de sa carrière de joueur à la fin de la saison 2021-2022. Dans la foulée, il intègre le staff du CO en qualité d'entraîneur de la défense pour la saison 2022-2023. À la suite de plusieurs blessures au poste de demi-de-mêlée, Rory Kockott reprend temporairement sa carrière de joueur en décembre 2022. Il joue quatre matchs lors de sa courte pige. Au bout de seulement une saison comme entraîneur, il n'est pas conservé, et remplacé dans ses fonctions par Steven Setephano
Alors qu'il semblait avoir pris définitivement sa retraite sportive, il est recruté par le Stade français Paris, en tant que joker Coupe du monde pour pallier les absences de Brad Weber et Hugo Zabalza,. Auteur de bonnes performances, il est finalement prolongé en tant que joker médical durant le mois de novembre 2023. Le 11 septembre 2023, il obtient la nationalité française par naturalisation.

### Carrière internationale
N'ayant jamais joué pour une sélection de son pays d'origine et ayant joué en première division française pendant au moins trois ans, il a pu honorer sa première cape internationale en équipe de France lors de la tournée de novembre 2014 contre l'équipe des Fidji au Stade Vélodrome à Marseille, ses 3 ans de résidence en France lui permettant de représenter la France.
Lors du Tournoi des Six Nations 2015, il a joué deux fois titulaire (contre l'Écosse et contre l'Irlande) et deux fois remplaçant.
Il est sélectionné pour la Coupe du monde de 2015 où il rentre deux fois en cours de jeu.

### Avec les Barbarians
En mai 2017, il est sélectionné dans le groupe des Barbarians par Vern Cotter pour affronter l'Angleterre, le 28 mai à Twickenham puis l'Ulster à Belfast le 1er juin. Il n'est pas utilisé lors du premier match mais est titularisé pour le second. Les Baa-Baas parviennent à s'imposer 43 à 28 à Belfast.

## Style de jeu
Excellent buteur, il dispose en outre de remarquables qualités athlétiques en matière de vitesse et de puissance. Très joueur, il prend également de nombreuses initiatives dans le jeu le rendant imprévisible pour ses adversaires. Il possède enfin un mental très solide lui permettant de se distinguer dans les moments importants.

## Statistiques

### En équipe nationale
Au 18 octobre 2015, Rory Kockott compte onze capes internationale en équipe de France. Il a honoré la première de celle-ci le 8 novembre 2014 contre l'équipe des Fidji au Stade Vélodrome de Marseille.
Il participe à une édition du Tournoi des Six Nations en 2015.

#### Tournoi des Six Nations
| Édition          | Rang | Résultats France | Résultats Kockott | Matchs Kockott |
| ---------------- | ---- | ---------------- | ----------------- | -------------- |
| Six Nations 2015 | 4    | 2 v, 0 n, 3 d    | 2 v, 0 n, 2 d     | 4/5            |

Légende : v = victoire ; n = match nul ; d = défaite ; la ligne est en gras quand il y a Grand Chelem.

#### Coupe du monde
| Édition         | Rang               | Résultats France | Résultats Kockott | Matchs Kockott |
| --------------- | ------------------ | ---------------- | ----------------- | -------------- |
| Angleterre 2015 | Quart de finaliste | 3 v, 0 n, 2 d    | 1 v, 0 n, 1 d     | 2/5            |

Légende : v = victoire ; n = match nul ; d = défaite.

## Palmarès

### En club
- Sharks
  - Finaliste du Super 14 en 2007

- Natal Sharks

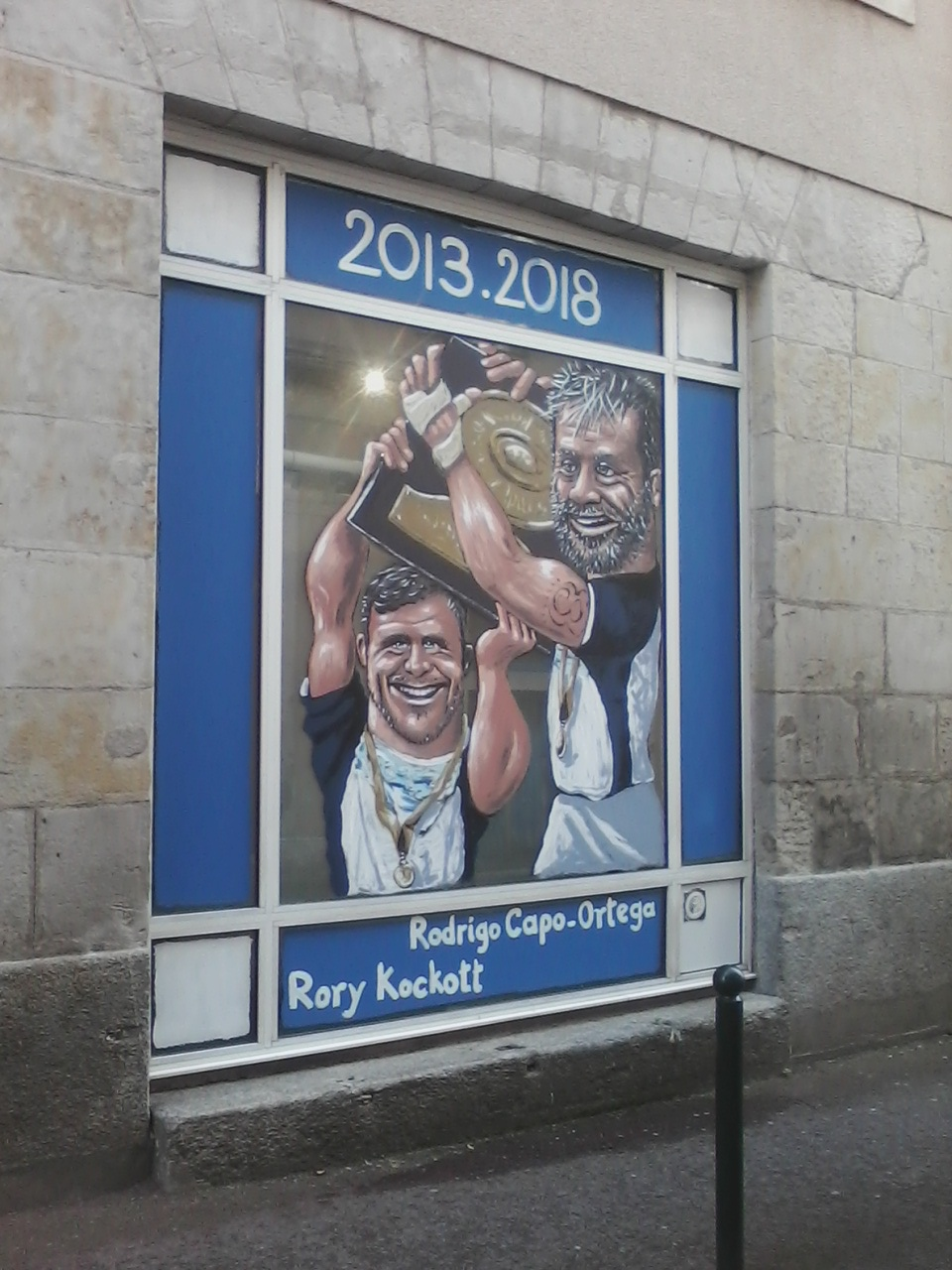
Rory Kockott et Rodrigo Capó Ortega, champions de France 2013 et 2018, au musée Jaurès de Castres.

  - Vainqueur de la Currie Cup en 2008 et 2010

- Castres olympique
  - Vainqueur du Championnat de France en 2013 et 2018
  - Finaliste du Championnat de France en 2014 et 2022

### Distinctions personnelles
- Meilleur réalisateur du Championnat de France en 2013 (376 points)
- Nuit du rugby 2013 : Meilleur joueur du Championnat de France en 2013
- Meilleur demi de mêlée du Championnat de France en 2013 selon Rugbyrama[19]
- Meilleur demi de mêlée du Championnat de France en 2014 selon Rugbyrama[21]